# NGC 1281
NGC 1281 (другие обозначения — MCG 7-7-67, ZWG 540.108, PGC 12458) — эллиптическая галактика (E5) в созвездии Персей.
Этот объект входит в число перечисленных в оригинальной редакции «Нового общего каталога».
Галактика NGC 1281 входит в состав группы галактик NGC 1272. Помимо NGC 1281 в группу также входят ещё 28 галактик.
Тёмная материя в NGC 1281 составляет около 90% от массы  галактики в кинематических границах и сконцентрирована в гало.